# 漢克·高迪
亨利·摩根·高迪（英語：Harry Morgan Gowdy，1889年8月24日—1966年8月1日），為美國職棒大聯盟的捕手、一壘手與總教練。生涯曾效力過巨人與勇士等隊。他在1914年幫助勇士拿下世界大賽冠軍，成為「奇蹟勇士」的一員。
高迪是大聯盟第一位參加一戰的球員，也是唯一一位一戰和二戰都有參與的大聯盟選手。

## 職業生涯
1910年，高迪在巨人隊登上大聯盟。隔年他被交易到勇士，不過在1913年以前沒太多出賽機會。1914年，高迪成為勇士的主力捕手。球隊在前兩個月還是最後一名，不過在7月4日之後，他們的戰績慢慢爬升，最後還贏下國聯冠軍。1914年世界大賽，高迪繳出5成45的打擊率，並敲出系列賽唯一一轟，意外地以4比0橫掃運動家。
在此之後，原本高迪的職棒路就此順遂，但一戰的爆發讓他成為首位入伍的大聯盟球員。1919年，高迪回到大聯盟並再度成為先發捕手。但打仗後的他變得沉默寡言，不像以前在他人面前落落大方。4年後，他重返巨人隊，並連兩年打進世界大賽，不過最後分別輸給洋基和參議員。1925年，他遭到巨人釋出。又過了4年，他回到勇士隊。後來他接連在巨人、勇士和紅人擔任教練。二戰爆發後，高迪加入美軍擔任軍隊隊長一職。他也被認為是唯一一位一戰和二戰都有參與的大聯盟球員。

## 生涯打擊成績
| 出賽次數 | 打席 | 打數 | 得分 | 安打 | 二安 | 三安 | 全壘打 | 打點 | 盜壘 | 保送 | 三振 | 打擊率 | 上壘率 | 長打率 | OPS  |
| -------- | ---- | ---- | ---- | ---- | ---- | ---- | ------ | ---- | ---- | ---- | ---- | ------ | ------ | ------ | ---- |
| 1050     | 3145 | 2735 | 270  | 738  | 124  | 27   | 21     | 321  | 59   | 311  | 247  | .270   | .351   | .358   | .709 |

## 名人堂票選
高迪目前保有連續名人堂票選未成功的次數，他生涯17度獲得名人堂票選資格，但從來沒有成功入選。艾德·勞許雖然擁有比高迪更多的19次名人堂票選機會，但他最後成功入選名人堂。
1966年8月1日，高迪在自家去世，享年76歲。

## 外部連結
- 球員資訊和成績在MLB，ESPN，Retrosheet ，Baseball Reference，Fangraphs，The Baseball Cube （英文）